# 孙楷第
孙楷第（1898年—1986年6月23日），字子书，河北沧县人，著名训诂校勘学者，敦煌学家，古典文学研究专家，戏曲理论家。

## 生平
1898年出生在河北沧县书香世家。1928年国立师范大学即北京师范大学国文系毕业，1945年至1952年任北京大学、燕京大学教授。1952年加入中国作家协会。1953年在中国社会科学院文学所任研究员。
1986年6月23日逝世。按其遗愿埋葬于母校北京师范大学。

## 著作
孙楷第以考证通俗小说中的历史人物见长，主要著作是著名的《水浒人物考》。